# Kun Béla (újságíró)
Kun Béla, olykor Kún (Nagyvárad, 1878. november 3. – Hódmezővásárhely, 1954. május 12.) magyar újságíró, lapszerkesztő, főispán, Hódmezővásárhely kezdetben Justh-párti, majd kisgazdapárti országgyűlési képviselője.

## Élete
Szülei Kun Béla és Nagy Mária. Hódmezővásárhelyen járta ki a gimnáziumot, az iskolai önképzőkör elnöke volt. 1898-ban Debrecenben beiratkozott a jogakadémiára, s két évvel később már a jogász ifjúsági egyesület elnökeként működött, és szervezte az első országos diákkongresszust, amelynek elnökének is megtették 1900-ban. Akadémiai évei alatt Debrecenben újságíró is volt, a Debreceni Főiskolai Lapok c. periodika felelős szerkesztője (1897 és 1898 között), majd miután befejezte tanulmányait, Hódmezővásárhelyen létrehozta ügyvédi irodáját. 1906-ban Szegváron indult a választásokon, függetlenségi párti programmal, ám Mezőfi Vilmos győzött a választókerületben. 1910-ben Justh-párti programmal indult, ezúttal Hódmezővásárhely képviselőjeként bejutott a parlamentbe. 1918-ban a város főispánja lett, később kormánybiztos főispán. A Magyarországi Tanácsköztársaság kikiáltása előtt kilépett hivatalából. A kommün bukása után ismét a törvényhozásban tevékenykedett, s bár kezdetben (1922-1926) pártonkívüli volt, nagyatádi Szabó István elveit képviselte, és harcot indított a kisgazdák érdekeiért, 1926-ban a 48-as Kossuth Párt platformjával jutott be a nemzetgyűlésbe. 1930-ban belépett az újonnan létrejövő Független Kisgazdapártba, és 1931-ben ismételten Hódmezővásárhely országgyűlési képviselője lett, immáron kisgazda programmal. Pártjának választójoggal kapcsolatos törvénytervezete miatt elhagyta a pártot, 1935-ben már függetlenként jutott mandátumhoz.
1903. október 1. és 1905. augusztus 27 között a Hódmezővásárhely c. hetilap alapító felelős szerkesztője volt, ezután (1905 és 1944 között) a Vásárhelyi Reggeli Újságot szerkesztette, annak tulajdonosa is volt egyben. 1903-ban ódát írt Deák Ferencről, a haza bölcse 100 éves születési évfordulója kapcsán, ezért a következő évben a Magyar Tudományos Akadémia Bulyovszky-díjjal tüntette ki. Versei és cikkei a Debreceni Ellenőr, a Debreceni Protestáns Lapban, a Debrecenben, a Tanulók Lapjában, a Kolozsvári Egyetemi Lapokban, a Magyarországban, a Budapesti Hírlapban, a Debreceni Független Újságban, a Sárospataki Református lapokban, Arad és Vidékében jelentek meg.
Felesége Kováts Gizella volt, akivel 1906-ban kötött házasságot Hódmezővásárhelyen.